# あぽやん
『あぽやん』は、新野剛志による日本の連作短編小説。
本項では、続編およびテレビドラマ化作品『あぽやん〜走る国際空港』（あぽやん はしるこくさいくうこう）についても扱う。

## 概要
文藝春秋の『別册文藝春秋』2007年3月号から2008年1月号まで連載したのち、2008年4月に単行本、2010年10月に文春文庫が刊行された。第139回直木賞候補作。
「あぽやん2」は『別册文藝春秋』2009年5月号から2010年3月号まで連載され、『恋する空港 あぽやん2』のタイトルで2010年6月に単行本、2012年12月に文春文庫が刊行された。「あぽやん3」は『別册文藝春秋』2013年1月号から同年11月号まで連載され、2014年5月に『あぽわずらい あぽやん3』のタイトルで単行本、2017年5月に『迷える空港 あぽやん3』のタイトルで文春文庫が刊行された。
タイトルの「あぽやん」とは、「あぽ」（APO）=「空港」（Airport）という略語から派生した旅行業界用語で、旅行会社に勤め、空港に異動した人々を指す。本作では旅行会社に勤める主人公が本社から空港支店に飛ばされ、空港で発生するトラブルに巻き込まれながら「あぽやん」として成長していく姿を描いている。

## シリーズ一覧
いずれも『別册文藝春秋』に掲載。
| 巻数 | 書籍名                 | 発行日         | レーベル | ISBN                   | 収録作品（初出） | 備考               |
| ---- | ---------------------- | -------------- | -------- | ---------------------- | --- | ------------------ |
| 1    | あぽやん               | 2008年4月25日  | 文藝春秋 | ISBN 978-4-16-326930-6 | - 笑って、笑って（2007年3月号） - ファミリー・ビジネス（2007年5月号） - オンタイム（2007年7月号） - ねずみと探偵（2007年9月号） - 金の豚（2007年11月号） - 不完全旅行（2008年1月号）                             |                    |
| 1    | あぽやん               | 2010年10月10日 | 文春文庫 | ISBN 978-4-16-779501-6 | - 笑って、笑って（2007年3月号） - ファミリー・ビジネス（2007年5月号） - オンタイム（2007年7月号） - ねずみと探偵（2007年9月号） - 金の豚（2007年11月号） - 不完全旅行（2008年1月号）                             | 巻末解説：北上次郎 |
| 2    | 恋する空港 あぽやん2   | 2010年6月10日  | 文藝春秋 | ISBN 978-4-16-329260-1 | - テロリストとアイランダー（2009年5月号） - 空港ベイビー（2009年7月号） - ランチ戦争（2009年9月号） - 台風ゲーム（2009年11月号） - 恋する空港（あぽ）（2010年1月号） - マイ・スイート・ホームあぽ（2010年3月号） |                    |
| 2    | 恋する空港 あぽやん2   | 2012年12月10日 | 文春文庫 | ISBN 978-4-16-779502-3 | - テロリストとアイランダー（2009年5月号） - 空港ベイビー（2009年7月号） - ランチ戦争（2009年9月号） - 台風ゲーム（2009年11月号） - 恋する空港（あぽ）（2010年1月号） - マイ・スイート・ホームあぽ（2010年3月号） | 巻末解説：池井戸潤 |
| 3    | あぽわずらい あぽやん3 | 2014年5月15日  | 文藝春秋 | ISBN 978-4-16-390059-9 | - 空港こわい（2013年1月号） - 妹ざかり（2013年3月号） - 天然営業（2013年5月号） - かりそめハードボイルド（2013年7月号） - あぽがらみ（2013年9月号） - やまいはちから（2013年11月号）                             |                    |
| 3    | 迷える空港 あぽやん3   | 2017年5月10日  | 文春文庫 | ISBN 978-4-16-790847-8 | - 空港こわい（2013年1月号） - 妹ざかり（2013年3月号） - 天然営業（2013年5月号） - かりそめハードボイルド（2013年7月号） - あぽがらみ（2013年9月号） - やまいはちから（2013年11月号）                             | 巻末解説：大矢博子 |

## テレビドラマ
『あぽやん〜走る国際空港』のタイトルでテレビドラマ化され、2013年1月17日より3月21日までTBS『木曜ドラマ9』枠（21:00 - 21:54、JST）で放送された。
主演は伊藤淳史。キャッチコピーは「お客様のトラベブルに。」
なお劇中に登場するジャルパックは、実在する日本航空グループの旅行会社である。
BS-TBSで2021年2月25日～3月10日に再放送された。

### キャスト

#### ジャルパック成田国際空港支所
遠藤 慶太（29） - 伊藤淳史
ジャルパック社員。前任の高木が辞めてしまい、その穴埋めで本社企画部から成田空港支所へ異動となる。通称は「エンドウ豆」。配属初日から、イケメンを希望していた女性センダーからガッカリされてしまう。配属後は空港内を全力で走っている描写が多い。学生時代はラーメン研究会所属だった。着メロはチャルメラ。
肩書は今泉班→遠藤班 スーパーバイザー（班長）。

#### 今泉班 → 遠藤班 センダー
森尾 晴子（24） - 桐谷美玲（少女期：柳町夏花）
契約社員。勤務中にモデルにスカウトされたこともあったらしい。遠藤からは影で「ドS」と呼ばれる。サバサバしており、はっきりダメ出しをする。他の女性社員と親しくする描写は少なく、一定の距離を保っている。
新しく配属になった遠藤がセンダー（旅行業者または旅行業者より委託されたエアポートセンディングまたはセンディングサービス業務を行う会社または担当者を指し、空港にて出発する旅客へのチケットの引渡し、搭乗手続き代行、乗り継ぎ案内、その他各種、空港におけるイレギュラー〈航空便の遅延・欠航等〉発生時の緊急対応、又海外に滞在中の現地における航空機に関する緊急連絡にも対応する。語源はセンディング〈見送る〉）の仕事を腰掛程度にしか思っていないことに腹を立て、敵対視する。
センダーであった母・聡美（故人）の影響から、空港や航空機などが好きになった。
枝元 久雄（27） - 山本裕典
ジャルパック社員。グアム支所から異動してきた遠藤の後輩。遠藤と合わせて「エダマメコンビ」と呼ばれる。
お調子者で、敬語の使い方も怪しい。動作はいちいちオーバー。「オンリーワンになること」を目指しており、昇進には無関心である。
配属は堀之内班 → 遠藤班。
馬場 英恵（30） - 貫地谷しほり
契約社員。今泉班 → 遠藤班のリーダー。
空港勤務10年のベテラン。配属になったばかりの遠藤にも優しくサポートをする。
スーパーバイザーとなった遠藤が孤立した際には岡浜らを「私たちのお客さまを対応すること」として叱った。
岡浜 美波（27） - 李千鶴
契約社員。
柳沢 真理子（25） - 野口聖古
契約社員。篠田とは同期。
篠田 愛（25） - 近野成美
契約社員。柳沢とは同期。

##### スーパーバイザー
今泉 利夫（47） - 柳葉敏郎
課長補佐。遠藤の指導担当。晴子の母・聡美の後輩（その縁から、森尾家とも付き合いがある）。遠藤が住む社宅の合鍵を勝手に作っていた。いつも笑顔のため、遠藤からは皮肉を込めて「楽しそうでいいですね」と言われている。
ギャグは微妙に古く、すぐにダジャレを言う。
桜子には頭が上がらないらしい。
田波 浩一（35） - 眞島秀和
表情に乏しく、何を考えているのか分からない。休日は酒を飲まないことにしており、ニューナリタには牛乳のボトルをキープしている。
馬場に好意を寄せているようだが、デートに誘っては断られている。
堀之内 隆（42） - 戸田昌宏
枝元の指導担当。引き抜き組。

#### ジャルパック 本社
須永 俊和（30） - 青柳翔（劇団EXILE）
営業部社員（遠藤の同期）。女性社員に人気がある。
溝口 - 田中要次（第6話)
手配課長。
村野 - 螢雪次朗（第7話）
今泉の同期。契約社員を大量リストラする噂が社内で広まっていると今泉に教える。
小暮 - 伊藤正之（第8話）
人事部長。チケットレス化などで人員確保の必要性がなくなり、多数の事業所に対して、センダー業務に就いている契約社員の早期退職を勧告する。

#### 日本航空
古賀 恵（32） - 中村ゆり
グランドスタッフ。日本航空契約社員。他の社員が遠藤に厳しく接している中、暖かく優しい言葉を掛ける。多趣味であり、ストレスが溜まると解消している。
藤崎 桜子（40） - 陽月華
マネージャー。日本航空社員。「乗客を定刻に乗せること」を最優先事項としており、問題が生じたときにはジャルパック社員に厳しく当たる。規則は曲げないタイプであり、また、業務中に笑顔は滅多に見せない。
今泉から恐れられているが、若い頃には今泉からフォローされながら成長してきた。

#### 森尾家
森尾 千秋（17） - 宮武美桜
晴子の妹。
森尾 聡美 - 竹中友紀子
晴子・千秋の母。元センダー。すでに他界している。
森尾 幸造（55） - 大河内浩
晴子・千秋の父。甘味処「森園」店主。
成田山のお参りの帰りに偶然店に立ち寄った遠藤を気に入り、新作のお菓子が出来ると試食を頼んでいる。

#### その他
桂 福太郎（55） - 平賀雅臣
幸造の喧嘩仲間。幸造と同じく成田山参道で桂や煎餅店を営む。
伊佐山 健治（70） - 二瓶鮫一
スナック「ニューナリタ」のバーテンダー。

#### ゲスト

##### 第1話
オオマエ ミツヨ - 中田喜子
息子の結婚式に出席するために家族で成田空港からベトナムハノイに向かおうとしていたが、最近、家族に構ってもらえない寂しさからわざとパスポートを持ってこなかった。
オオマエ タケオ - 並樹史朗
ミツヨの夫。
オオマエ ツヨシ - 崔哲浩
タケオ・ミツヨの息子。
オオマエ ユカ - 渡辺樹里
ツヨシの結婚相手。

##### 第2話
野坂 すずこ - 松原智恵子
年に3回程ツアーを利用するリピーター客。センダーの間では「ひらひらさん」と呼ばれている。ホノルル便のチェックインの時間が迫る中、遠藤が話を聞いている最中に席を立たれてから、忽然と姿を消してしまう。
オガタ - 青木さやか
らぶりのマネージャー。ツアー客ではないのにジャルパック本社営業部のコネを使って、プライベートでシドニーに行くために成田空港でアテンドするよう要求する。センディングする遠藤に横柄な態度を取る。
らぶり〜ぱふぱふ - 最上もが（でんぱ組.inc）
オフィスハニーハート所属のタレント。
チヨコ - 三平恵子
らぶりの専属スタイリスト。

##### 第3話
木村 夢幻 - 横山幸汰
パスポートを紛失しないために紐を通し、首から下げて持っていたが、穴を開ける場所が悪く、パスポートの番号が読み取れず日本から出国出来なかった。
搭乗時間、日程変更が不可能なツアーチケットを所持していたために1人空港に取り残されることになった夢幻は妹だけがシンガポールで楽しい思い出を作ることに悔しさを抱えていた。
木村 マリン - 舞優
夢幻の妹。
夢幻の父 ‐ 深水元基
夢幻の母 ‐ 内田慈
夢幻の祖母 ‐ ふくまつみ

##### 第4話
サトウ カズオ - 近藤公園
JAL729便クアラルンプールツアー客。同姓同名、似ている背格好からコカイン密輸組織に関係する人物及び都内で起きた殺人事件の重要参考人として、千葉県警国際捜査課から嫌疑を掛けられている。
JALパックカウンターでどうしても今日中にクアラルンプールに行かなければならないと遠藤たちに訴える。
ヤマグチ - 中村直太郎
JAL729便クアラルンプールツアー客。結婚30年を記念して、妻（演：森実昭恵）とクアラルンプール旅行の計画を立て、JALパックにツアーを申し込む。
オオトモ - 熊谷夕子
JAL729便クアラルンプールツアー客。初エステを海外で経験するためにツアー費用を貯め、クアラルンプール旅行を楽しみにしていた。
トヨダ - 松澤一之
JAL729便クアラルンプールツアー客。現地法人との大事な商談をまとめるために事前にスケジュールを押さえて、ゴルフ接待を予定していた。
ウィリアム - ジョルディ・ダンディ（第5話）
古賀の同期の彼氏で英語の先生。
三上 - 森下能幸
第1回成田空港クイズ選手権初代チャンピオン。決勝選に残った枝元と勝負し勝利を収める。

##### 第5話
円城寺 ミサエ - かとうかず子
著作「CA探偵シリーズ」で人気を博している小説家。ハワイツアーのチェックイン前に、現在執筆している小説を書き上げたいと特別に部屋を用意するようジャルパックの営業部に要望を出す。
高橋 圭太 -  政岡泰志 / イシイ - 小松彩夏
緊急対応時、自宅への連絡を拒否しているわけありのツアー客。
達川 - ミッキー・カーチス
成田空港美整社社長。今泉の知り合い。50年間成田空港の清掃業務に携わってきたキャリアを持つ。今泉の依頼で円城寺ミサエの原稿を失くした遠藤に力を貸す。

##### 第6話
コバヤシ ソウタ - 上遠野太洸
音楽留学が掛った大事な試験に臨むために、アメリカボストンに旅立とうとしていたが予約記録が抹消されており、他の路線も満席状態でキャンセル待ちの状態だった。また、ボストン行を予約したスズキ夫妻と連絡が取れなかった。
コバヤシ リツコ - 長野里美
ソウタの母親。学生時代はピアノを専攻し、同級生や知り合いのなかにプロの演奏家を目指して外国に留学するが、挫折を味わい大成することはなかったと多くの人から聞かされていたので、息子が音楽留学することに不安を感じていた。

##### 第7話
平田 ユイ - 井上華月
咲子・裕司の娘。インドデリーに旅立つ母に一目会いたいとJALグランドホステスに出発時刻を教えて欲しいと頼み込む。
青山 咲子 - 霧島れいか
ユイの母親。医師の活動でインドデリーに行こうとしていたが娘を寂しい気持ちにさせたくない思いや海外で仕事をする決心が揺らいでしまうのを恐れて、ユイに会うことを躊躇っていた。
平田 裕司 - 日比大介
ユイの父親。咲子と離婚してから父子家庭で娘を育ててきたが、現在交際関係にある女性と再婚することを考えていた。
カシワ ハルミ - 峯村リエ
子供を認知してくれない腹いせに交際相手のスティーブがグアムで働くTシャッツ店の前で子供を出産する計画を立てていた。
カシワ マサル - 高旗武蔵
ハルミの長男。母の無謀な計画を阻止するために迷子騒ぎを引き起こす。
カシワ トワコ - 水沢あのん
ハルミの長女。
渋川 貴一郎 - 岡田義徳
晴子の見合い相手。祖父（演：浜田晃）が会長を務めている渋川コーポレーションの社員旅行1000人分の受注確保を条件に出し、強引な手段で晴子に交際を迫る。

##### 第8話
タケモト ミユキ - 釈由美子 / タケモト トモノリ - 野間口徹
夫は妻が成功率50%の心臓手術を受ける前に新婚旅行で行った想い出深いハワイへ連れて行き、妻にサプライズなプレゼントを計画していた。

##### 第9話
チダ ユキホ - 佐藤真弓 / チダ シンジ - 川嶋秀明
成田空港発ホノルル行き最終便の予約を入れていたが、当日キャンセルの可能性を残していた客。

##### 最終話
リッキー・アイランド - スティーブ・ワイリー
人気海外ドラマシリーズ『AIRPORT』主演俳優。ジャルパックが「リッキー・アイランドと巡る『AIRPORT』ロケ地ツアー in シドニー」を企画し出発当日100名のファンが集まるが、サイクロンの影響で出発便が遅延。更にチェックインの直前にリッキーが来られなくなったとの理由でツアーの中止が決まる。
大野 弘子 - 木下美咲 / 中山 ゆかり - 木下あかり / 藤木 裕子 - 岡林愛 / 深津 亜紀 - 風間亜季 / 相沢 真希 - 上村亜里紗
「リッキー・アイランドと巡る『AIRPORT』ロケ地ツアー in シドニー」のツアー客。ツアーは大学の卒業旅行を兼ねており、このメンバーで旅行に行くチャンスは今しかないと、リッキーに会えなくてもシドニーに行きたいと遠藤に嘆願する。

### スタッフ
- 原作 - 新野剛志『あぽやん』『恋する空港 あぽやん2』（文春文庫）
- 脚本 - 関えり香、泉澤陽子
- 音楽 - 平沢敦士
- 演出 - 堀江慶、鈴木浩介、神徳幸治、二宮崇
- 主題歌 - Rake 「ランナーズ愛」（アリオラジャパン）
- 脚本協力 - 関えり香（最終話）
- 演出補 - 山口晃二
- 特別協力 - 成田国際空港、ジャルパック、日本航空、成田市
- 企画協力 - 文藝春秋
- 監修 - 宮原祐（ジャルパック）
- 編成 - 加藤新
- プロデューサー - 神康幸（オフィスクレッシェンド）、井上潔（アグン・インク）
- ラインプロデューサー - 竹内勝一
- プロデューサー補 - 小田裕子
- 制作協力 - アグン・インク
- 製作 - オフィスクレッシェンド、TBS

### 放送日程
| 各話                                                      | 放送日  | サブタイトル                                              | 脚本     | 演出     | 視聴率 |
| --------------------------------------------------------- | ------- | --------------------------------------------------------- | -------- | -------- | ------ |
| 第1話                                                     | 1月17日 | 迫る出発時間! キャンセル発生!? お客様を"笑顔"で送り出す!! | 関えり香 | 堀江慶   | 09.7%  |
| 第2話                                                     | 1月24日 | 夜の空港で大捜索! 消えたハワイ客                          | 関えり香 | 堀江慶   | 08.4%  |
| 第3話                                                     | 1月31日 | 少年を驚かす!! 輝く光の空港ショー                         | 泉澤陽子 | 鈴木浩介 | 08.0%  |
| 第4話                                                     | 2月07日 | 便が引き返す!! 殺人犯がツアー参加                         | 関えり香 | 鈴木浩介 | 07.4%  |
| 第5話                                                     | 2月14日 | 部下の心を掴め空港は"女"の職場                            | 関えり香 | 神徳幸治 | 07.6%  |
| 第6話                                                     | 2月21日 | 大好きでした…それでも僕は見送る                           | 泉澤陽子 | 堀江慶   | 08.1%  |
| 第7話                                                     | 2月28日 | 空港は悲しい場所なんかじゃない                            | 関えり香 | 二宮崇   | 09.4%  |
| 第8話                                                     | 3月07日 | 搭乗拒否…1%の可能性にかける!!                             | 泉澤陽子 | 神徳幸治 | 08.0%  |
| 第9話                                                     | 3月14日 | サヨナラ空港…女が仕事を辞める時                           | 関えり香 | 二宮崇   | 10.1%  |
| 最終話                                                    | 3月21日 | 空港が僕を見送る日                                        | 泉澤陽子 | 神徳幸治 | 10.7%  |
| 平均視聴率 8.7%（視聴率は関東地区・ビデオリサーチ社調べ） |         |                                                           |          |          |        |

### 関連商品

#### CD
- TBS系 木曜ドラマ9『あぽやん〜走る国際空港』オリジナル・サウンドトラック（2013年3月6日発売、発売元：Anchor Records）

#### DVD & Blu-ray
- 『あぽやん〜走る国際空港』DVD-BOX（2013年7月10日発売、発売元：TBS、販売元：TCエンタテインメント）
- 『あぽやん〜走る国際空港』Blu-ray BOX（2013年7月10日発売、発売元：TBS、販売元：TCエンタテインメント）

| TBS 木曜ドラマ9                                     | TBS 木曜ドラマ9                                  | TBS 木曜ドラマ9                          |
| 前番組                                              | 番組名                                           | 次番組                                   |
| --------------------------------------------------- | ------------------------------------------------ | ---------------------------------------- |
| レジデント〜5人の研修医 （2012.10.18 - 2012.12.20） | あぽやん〜走る国際空港 （2013.1.17 - 2013.3.21） | 潜入探偵トカゲ （2013.4.18 - 2013.6.20） |